# Dupophilus brevis
Dupophilus brevis é uma espécie de insetos coleópteros polífagos pertencente à família Elmidae.
A autoridade científica da espécie é Mulsant & Rey, tendo sido descrita no ano de 1872.
Trata-se de uma espécie presente no território português.